# كأس ليختنشتاين 2002–03
كأس ليختنشتاين 2002–03 هو الموسم 58 من كأس ليختنشتاين. أقيم خلال الفترة 24 سبتمبر 2002 وحتى 1 يونيو 2003، وأشرف على تنظيمه اتحاد ليختنشتاين لكرة القدم، وكان عدد الأندية المشاركة فيه 16، وفاز فيه نادي فادوتس.